# Stellaria corei
Stellaria corei är en nejlikväxtart som beskrevs av Lloyd Herbert Shinners. Stellaria corei ingår i släktet stjärnblommor, och familjen nejlikväxter. Inga underarter finns listade i Catalogue of Life.